# Michail Michailowitsch Dewjatjarow
Michail Michailowitsch Dewjatjarow (russisch Михаил Михайлович Девятьяров; * 11. November 1985 in Tschussowoi) ist ein ehemaliger russischer Skilangläufer. Er ist der Sohn des ehemaligen Skilangläufers Michail Talgatowitsch Dewjatjarow. Er trat überwiegend in der Disziplin Sprint an.

## Werdegang
Dewjatjarow nahm seit 2002 an Wettbewerben der Fédération Internationale de Ski teil. Sein erstes von bisher insgesamt 59 Weltcuprennen (Stand Saisonende 2015/16) lief er im Oktober 2003 in Düsseldorf, welches er mit dem 66. Platz im Sprint beendete. Bei den Nordischen Junioren-Skiweltmeisterschaften 2004 in Stryn verpasste er mit dem vierten Platz im Sprint nur knapp eine Medaille. Seine ersten Weltcuppunkte holte im Oktober 2004 in Düsseldorf mit dem 24. Platz. Bei den Nordischen Junioren-Skiweltmeisterschaften 2005 in Rovaniemi gewann er Bronze im 20-km-Verfolgungsrennen, während er im Sprint Zehnter und im Freistilrennen über zehn Kilometer 25. wurde. Im Januar 2006 erreichte er in Otepää den zehnten Platz und damit seine erste Top-Zehn-Platzierung im Weltcup. Anfang 2007 wurde er russischer Meister im Sprint. Bei der folgenden nordischen Skiweltmeisterschaften in Sapporo belegte er den 15. Platz. Seinen ersten Weltcupsieg holte er im März 2007 in Stockholm im Sprintrennen. Seit der Saison 2007/08 nimmt er ebenfalls an Rennen des Skilanglauf-Eastern-Europe-Cups teil. Dabei kam er bisher zehnmal aufs Podest und belegte in der Saison 2007/08 den sechsten Platz und in der Saison 2015/16 den zweiten Rang in der Gesamtwertung. Bei seiner einzigen Olympiateilnahme 2010 in Vancouver errang er den achten Platz im Sprint. Bei den nordischen Skiweltmeisterschaften 2011 in Oslo belegte er den 19. Platz. Im Januar 2013 holte er in Liberec im Teamsprint zusammen mit Nikolai Morilow seinen zweiten Sieg im Weltcup. Bei den nordischen Skiweltmeisterschaften 2013 im Val di Fiemme kam er auf den 22. Platz im Sprint. Sein letztes Weltcuprennen bestritt er am 20. Februar 2016, als er im finnischen Lahti den 44. Platz im Sprint belegte. Sein letztes Rennen bestritt er ein gutes Jahr später, als er beim Demino Ski Marathon in Rybinsk 20. wurde.

## Siege bei Weltcuprennen

### Weltcupsiege im Einzel
| Nr. | Datum         | Ort       | Disziplin             |
| --- | ------------- | --------- | --------------------- |
| 1.  | 21. März 2007 | Stockholm | 1 km Sprint klassisch |

### Weltcupsiege im Team
| Nr. | Datum           | Ort     | Disziplin                        |
| --- | --------------- | ------- | -------------------------------- |
| 1.  | 13. Januar 2013 | Liberec | 6 × 1,6 km Teamsprint Freistil 1 |

## Weltcup-Statistik
Die Tabelle zeigt die erreichten Platzierungen im Einzelnen.
- 1.–3. Platz: Anzahl der Podiumsplatzierungen
- Top 10: Anzahl der Platzierungen unter den ersten zehn
- Punkteränge: Anzahl der Platzierungen innerhalb der Punkteränge
- Starts: Anzahl gelaufener Rennen in der jeweiligen Disziplin
- Hinweis: Bei den Distanzrennen erfolgt die Einordnung gemäß FIS.

| Platzierung         | Distanzrennen a | Distanzrennen a | Distanzrennen a | Distanzrennen a | Distanzrennen a | Skiathlon Verfolgung | Sprint | Etappen- rennen b | Gesamt | Team   | Team    |
| Platzierung         | ≤ 5 km          | ≤ 10 km         | ≤ 15 km         | ≤ 30 km         | > 30 km         | Skiathlon Verfolgung | Sprint | Etappen- rennen b | Gesamt | Sprint | Staffel |
| ------------------- | --------------- | --------------- | --------------- | --------------- | --------------- | -------------------- | ------ | ----------------- | ------ | ------ | ------- |
| 1. Platz            |                 |                 |                 |                 |                 |                      | 1      |                   | 1      | 1      |         |
| 2. Platz            |                 |                 |                 |                 |                 |                      |        |                   |        |        |         |
| 3. Platz            |                 |                 |                 |                 |                 |                      |        |                   |        |        |         |
| Top 10              |                 |                 |                 |                 |                 |                      | 10     |                   | 10     | 5      |         |
| Punkteränge         |                 |                 |                 |                 |                 |                      | 29     |                   | 29     | 9      | 1       |
| Starts              |                 |                 | 1               |                 |                 |                      | 48     |                   | 49     | 9      | 1       |
| Stand: Karriereende |                 |                 |                 |                 |                 |                      |        |                   |        |        |         |